# Sellnickochthonius cricoides
Sellnickochthonius cricoides är en kvalsterart som först beskrevs av Weis-Fogh 1948.  Sellnickochthonius cricoides ingår i släktet Sellnickochthonius och familjen Brachychthoniidae. Inga underarter finns listade i Catalogue of Life.